# Reno Wilson
Roy "Reno" Wilson, född 20 januari 1969 i Brooklyn i New York, är en amerikansk skådespelare. Han är mest känd för sina roller som Howard sitcomserien Cosby, Carl McMillan i Mike & Molly, Stan Hill i Good Girls, Wes i Chronicle (2001–2002), och Tom Selway i Blind Justice (2005). Han är också känd för att medverka i filmserien om Transformers (röstskådespelare), samt för att spela rollen som Bailey i She Creature (2001), och Louis Armstrong i Bolden (2019).
Reno Wilson är gift med hustrun Coco Fausone, med vilken han har två barn. Han bor dessutom sedan många år tillbaka i Los Angeles, tillsammans med sin familj.

## Filmografi (i urval)

### Filmer
- 1996 – The Great White Hype
- 1996 – Sgt. Bilko
- 1998 – Ondskans spår
- 1998 – Joe – jättegorillan
- 2001 – She Creature
- 2006 – Crank
- 2007 – Transformers (röst)
- 2009 – Crank: High Voltage
- 2009 – Transformers: De besegrades hämnd (röst)
- 2010 – Fly Guys
- 2011 – Transformers: Dark of the Moon (röst)
- 2014 – Transformers: Age of Extinction (röst)
- 2015 – Tooken
- 2017 – Transformers: The Last Knight (röster)
- 2019 – Bolden
- 2019 – Grand-Daddy Day Care

### TV-serier
- 1988–1989 – Cosby (TV-serie)
- 1993–1996 – Martin (TV-serie)
- 1994 – Fresh Prince i Bel Air (TV-serie)
- 1998 – På spaning i New York (TV-serie)
- 1999 – Sliders (TV-serie)
- 2001–2002 – Chronicle (TV-serie)
- 2003 – Las Vegas (TV-serie)
- 2005 – Blind Justice (TV-serie)
- 2006 – American Dad! (TV-serie)
- 2009 – The Philanthropist (TV-serie)
- 2010 – Scrubs (TV-serie)
- 2010–2016 – Mike & Molly (TV-serie)
- 2018–2021 – Good Girls (TV-serie)
- 2023 – Bel-Air (TV-serie)
- 2023 – Fatal Attraction (TV-serie)